# .travel
.travel هو نطاق عام من المستوى الأعلى (gTLD) تديره شركة Tralliance Registry Management التي تتخذ من فورت لودرديل مقراً لها. جاء في السابع والعشرين من يوليو 2005 كأحد الامتدادات العامة. كان العنوان الأول الذي تم تسجيله من النطاق هو هذا هو travel.travel، والذي يتم تشغيله بواسطة المُسجل.

## المجموعة المستهدفة
هذا النطاق مُقيَّد؛ فعلى عكس com. وnet. وorg. والعناوين الأخرى ، فإنَّ نطاق المستوى الأعلى هذا ليس متاحًا للجميع، وهو مُخصص للأشخاص والمؤسسات في السياحيّة. على سبيل المثال، شركات الطيران والفنادق ومدن الملاهي والكازينوهات والعبارات أو المطاعم، ولكن أيضًا المدن والمجتمعات كوجهات سفر بحد ذاتها. عند طلب نطاق .travel، يجب على المالك إثبات ارتباطه بالامتداد.

## جَدَل
نظرًا للمتطلبات العالية والمجموعة المستهدفة الخاصة جدًا، تم انتقاد النطاق مرارًا وتكرارًا، ورأى خبراء أنه لا حاجة لهذا المجال. تسبب عدم الاهتمام بـ النطاق في لصعوبات مالية للمزود (في عام 2007)، ثُمَّ حُلت هذهِ المشاكل منذ ذلك الحين.

## صفات
إجمالاً ، يمكن أن يتراوح طول حروف مواقع هذا النطاق بين ثلاثة أحرف و 63 حرفًا. استخدام النطاق كـ أسماء النطاقات الدولية غير ممكن حاليًا. ما إذا كان سيتم تقديم هذا ومتى سيتم تقديمه حاليًا (مُنذ: 10/2012) ليس واضحًا بعد. عادة ما يتم تشغيل المجال في غضون 24 ساعة بعد التسجيل.

## المَراجع
1. ↑  "Delegation Record for .TRAVEL" (بالإنجليزية). أيانا. Retrieved 2012-10-12.
2. ↑  .travel - erste Reise-Domain online, domain-recht. 27. August 2005, abgerufen am 11. Mai 2013. نسخة محفوظة 2021-01-28 على موقع واي باك مشين.
3. ↑  ".travel-Domain". United-Domains. اطلع عليه بتاريخ 2012-10-12.
4. ↑  Florian Hitzelberger (19 نوفمبر 2004). "Reise-Domain nur heisse Luft?". domain-recht. اطلع عليه بتاريخ 2012-10-12.
5. ↑  Monika Ermert (22 مايو 2007). ".travel-Betreiber in der Krise". heise online. اطلع عليه بتاريخ 2012-10-12.
6. ↑  ".travel-Domain günstig registrieren | united-domains". www.united-domains.de. مؤرشف من الأصل في 2021-07-23. اطلع عليه بتاريخ 2022-07-01.

## رَوابط خَارجيَّة
- الموقع الرسمي